# Agency (série de televisão)
Agency (hangul: 대행사; rr: Daehaengsa) é uma série de televisão sul-coreana estrelada por Lee Bo-young, Son Na-eun, Jo Sung-ha, e Han Joon-woo. Foi exibida pela JTBC de 7 de janeiro a 26 de fevereiro de 2023, aos sábados e domingos, às 22h30 (KST).
A série foi um sucesso comercial e se tornou um dos dramas de maior audiência na história da televisão por assinatura coreana.

## Enredo
A série segue a história de Go Ah-in (Lee Bo-young), que se torna a primeira mulher executiva de uma grande agência de publicidade.

## Elenco

### Elenco principal
- Lee Bo-young como Go Ah-in: um diretor criativo que lidera a Equipe de Produção 2 da VC Planning, uma agência de publicidade líder. Ela tem um forte desejo de sucesso, apesar de ter crescido na pobreza.[2][9]
- Son Na-eun como Kang Han-na: chaebol de terceira geração do Grupo VC..[9]
  - Oh Ji-yul como Kang Han-na (jovem)[10]
- Jo Sung-ha como Choi Chang-su: o diretor da divisão de planejamento da VC Planning que se esforça para se tornar CEO.[5]
- Han Joon-woo como Park Young-woo: o leal braço direito de Han-na.[9]

### Elenco de apoio

#### Pessoas na VC Planning
- Jeon Hye-jin como Jo Eun-jung: redatora da equipe de produção 2 da VC Planning.[9]
- Lee Chang-hoon como Han Byung-soo: diretor de arte da equipe de produção 2 da VC Planning.[11][12]
- Lee Kyung-min como Seo Jang-woo: gerente assistente da equipe de produção da VC Planning 2.[12]
- Kim Dae-gon como Kwon Woo-cheol: diretor criativo da equipe de produção 1 da VC Planning.[13][14]
- Jung Woon-sun como Bae Won-hee: redator da equipe de produção 1 da VC Planning.[14]
- Park Ji-il como Jo Moon-ho: diretor executivo da VC Planning.[14]
- Baek Soo-hee como Jung Su-jeong: secretária de Ah-in.[14]

#### Pessoas ao redor de Ah-in
- Kim Mi-kyung como Seo Eun-ja: mãe de Ah-in.[15]
- Jang Hyun-sung como Yoo Jung-seok: mentor de Ah-in.[16]
- Shin Soo-jung como Oh Soo-jin: amigo de Ah-in que é psiquiatra.[16]
- Lee Ki-woo como Jung Jae-hoon: diretor executivo de uma empresa de jogos.[16]
- Kim Soo-jin como Choi Jung-min: diretor executivo de uma agência independente.[16]

#### Pessoas do Grupo VC
- Jeon Gook-hwan como Kang Geun-cheol: fundador do Grupo VC.[17]
- Song Young-chang como Kang Yong-ho: chairman do Grupo VC.[17]
- Jo Bok-rae como Kang Han-soo: vice-presidente da sede do Grupo VC.[17]
- Jung Seung-gil como Kim Tae-wan: secretário-chefe da sede do Grupo VC.[18]
- Kim Min-sang como Bae Jung-hyeon: líder da equipe jurídica da sede do Grupo VC.[17]

#### Outros
- Jung Won-joong como Kim Woo-won: chairman do Grupo Woowon.[19]
- Jung Ye-bin como Kim Seo-jung: a única filha do Woo-won que é vice-presidente do Grupo Woowon.[20]
- Kim Ra-on como Song Ah-ji: filho de Eun-jung.[19]
- Jo Eun-sol como Song Jung-ho: marido de Eun-jung.[19]
- Yoon Bok-in como Park Kyung-sook: sogra de Eun-jung.[19]

### Elenco estendido
- Kim Chae-eun como Yoo Ji-woo: filha de Jung-seok.[21]
- Lee Dong-ha[22]

### Participações especiais
- Song Young-kyu como Hwang Seok-woo[23]

## Recepção
Na tabela abaixo, os números azuis representam as audiências mais baixas e os números vermelhos representam as audiências mais elevadas.
| Episódio | Data de transmissão original | Parcela média de audiência (Nielsen Korea) | Parcela média de audiência (Nielsen Korea) |
| Episódio | Data de transmissão original | Em todo o país                             | Seul                                       |
| --- | ---------------------------- | ------------------------------------------ | ------------------------------------------ |
| 1 | 7 de janeiro de 2023         | 4.797% (3º)                                | 5.520% (2º)                                |
| 2 | 8 de janeiro de 2023         | 5.102% (2º)                                | 5.369% (2º)                                |
| 3 | 14 de janeiro de 2023        | 6.481% (2º)                                | 7.149% (1º)                                |
| 4 | 15 de janeiro de 2023        | 8.907% (1º)                                | 9.286% (1º)                                |
| 5 | 21 de janeiro de 2023        | 5.869% (1º)                                | 6.545% (1º)                                |
| 6 | 22 de janeiro de 2023        | 7.711% (1º)                                | 8.111% (1º)                                |
| 7 | 28 de janeiro de 2023        | 9.150% (1º)                                | 9.606% (1º)                                |
| 8 | 29 de janeiro de 2023        | 11.959% (1º)                               | 12.400% (1º)                               |
| 9 | 4 de fevereiro de 2023       | 10.902% (1º)                               | 11.692% (1º)                               |
| 10 | 5 de fevereiro de 2023       | 11.629% (1º)                               | 12.434% (1º)                               |
| 11 | 11 de fevereiro de 2023      | 10.444% (1º)                               | 11.372% (1º)                               |
| 12 | 12 de fevereiro de 2023      | 12.658% (1st)                              | 14.135% (1st)                              |
| 13 | 18 de fevereiro de 2023      | 11.049% (1º)                               | 11.360% (1º)                               |
| 14 | 19 de fevereiro de 2023      | 13.383% (1º)                               | 14.041% (1º)                               |
| 15 | 25 de fevereiro de 2023      | 13.149% (1º)                               | 13.841% (1º)                               |
| 16 | 26 de fevereiro de 2023      | 16.044% (1º)                               | 17.267% (1º)                               |
| Média | Média                        | 9.952%                                     | 10.633%                                    |
| - Esta série foi exibida num canal de televisão por assinatura que normalmente tem uma audiência relativamente menor em comparação com a televisão aberta/emissoras públicas (KBS, SBS, MBC e EBS). |                              |                                            |                                            |